# لوليتا (فلم 1997)
لوليتا (بالإنجليزية: Lolita) هو فيلم دراما تم إنتاجه في فرنسا والولايات المتحدة وصدر في سنة 1997. من بطولة جيرمي أيرونز وميلاني جريفيث ودومينيك سوين وفرانك لانجيلا. يمثلل الفيلم رواية لوليتا.

## الميزانية والإيرادات
بلغت تكلفة إنتاج الفيلم حوالي 62 مليون دولار بينما حقق إيرادات تقدر بـ 1.1 مليون دولار ().

## وصلات خارجية
- مقالات تستعمل روابط فنية بلا صلة مع ويكي بيانات